# Assender Glacier
Assender Glacier är en glaciär i Antarktis. Den ligger i Östantarktis. Australien gör anspråk på området. Assender Glacier ligger 62 meter över havet.
Terrängen runt Assender Glacier är kuperad österut, men västerut är den platt. Havet är nära Assender Glacier åt sydväst. Trakten är obefolkad. Det finns inga samhällen i närheten. 